# Чемпіонат України з футзалу серед жінок 1995
Чемпіонат України з футзалу серед жінок 1995 — перший чемпіонат України після здобуття незалежності. Чемпіоном стала полтавська «Ніка» під керівництвом Сергія Ягодкіна.

## Учасники
В дебютній першості взяли участь 7 команд. Команди представляли північну, центральну і східну Україну. «Ніка» (Полтава) виступала у першому колі у Чернівцях під назвою «Буковинка», а у другому колі перебазувалася у Полтаву. 

## Регіональний розподіл
| Регіон             | Кіл-ть команд | Команди                     |
| ------------------ | ------------- | --------------------------- |
| Київ               | 3             | Уніспорт, Радосінь, Авіатор |
| Донецька область   | 1             | Донтекс                     |
| Київська область   | 1             | Біличанка                   |
| Полтавська область | 1             | Ніка                        |
| Черкаська область  | 1             | Мінора                      |

## Підсумкова таблиця
| М | Команда                 |
| - | ----------------------- |
| 1 | «Ніка» Полтава          |
| 2 | «Уніспорт» Київ         |
| 3 | «Мінора» Черкаси        |
| 4 | «Донтекс» Донецьк       |
| 5 | «Радосінь» Київ         |
| 6 | «Авіатор» Київ          |
| 7 | «Біличанка» Коцюбинське |